# Dasypogon tragicus
Dasypogon tragicus là một loài ruồi trong họ Asilidae. Dasypogon tragicus được Wiedemann miêu tả năm 1828. Loài này phân bố ở vùng nhiệt đới châu Phi.